# Данішев
Данішев (пол. Daniszew) — село в Польщі, у гміні Костелець Кольського повіту Великопольського воєводства.
Населення — 260 осіб (2011).
У 1975-1998 роках село належало до Конінського воєводства.

## Демографія
Демографічна структура станом на 31 березня 2011 року:
|          | Загалом | Допрацездатний вік | Працездатний вік | Постпрацездатний вік |
| -------- | ------- | ------------------ | ---------------- | -------------------- |
| Чоловіки | 140     | 32                 | 90               | 18                   |
| Жінки    | 120     | 24                 | 73               | 23                   |
| Разом    | 260     | 56                 | 163              | 41                   |